# Excentricitet (matematik)
 For alternative betydninger, se Excentricitet. (Se også artikler, som begynder med Excentricitet)
Excentricitet, betegnet med e eller {\displaystyle \varepsilon }, er i matematikken et tal som karakteriserer alle keglesnit. Det kan betragtes som et mål for hvor meget keglesnittet afviger fra en cirkel.
Det gælder at:,
- Excentriciteten af en cirkel er 0.
- Excentriciteten af en ellipse som ikke er en cirkel, er større end 0 og mindre end 1.
- Excentriciteten af en parabel er 1.
- Excentriciteten af en hyperbel er større end 1.

Det gælder også at to keglesnit har samme geometriske form hvis og kun hvis de har samme excentricitet.

## Ellipser
For en ellipse gælder at excentriciteten er forholdet mellem afstanden mellem brændpunkterne og længden af storaksen, og udtrykker hvor "langstrakt" ellipsen er: En ellipse med excentriciteten 0 er en perfekt cirkel, ellipser med meget lille excentricitet kan være svære at skelne fra cirkler med det blotte øje, og en høj excentricitet tæt på 1 svarer til en meget lang og smal ellipse.

## Formler
Excentricitet kan beregnes ud fra keglesnittenes ligninger med følgende formler:
| Keglesnit | Ligning                                                         | Excentricitet (e)                                  |
| --------- | --------------------------------------------------------------- | -------------------------------------------------- |
| Cirkel    | {\displaystyle x^{2}+y^{2}=r^{2}}                               | {\displaystyle 0}                                  |
| Ellipse   | {\displaystyle {\frac {x^{2}}{a^{2}}}+{\frac {y^{2}}{b^{2}}}=1} | {\displaystyle {\sqrt {1-{\frac {b^{2}}{a^{2}}}}}} |
| Parabel   | {\displaystyle x^{2}=4ay}                                       | {\displaystyle 1}                                  |
| Hyperbel  | {\displaystyle {\frac {x^{2}}{a^{2}}}-{\frac {y^{2}}{b^{2}}}=1} | {\displaystyle {\sqrt {1+{\frac {b^{2}}{a^{2}}}}}} |

hvor det for ellipser og hyperbeler gælder at a udgør halvdelen af storakselens længde og b udgør halvdelen af lilleakselens længde.